# Bill Hanzlik
William Henry Hanzlik, detto Bill (Middletown, 6 dicembre 1957), è un ex cestista e allenatore di pallacanestro statunitense, professionista nella NBA.

## Carriera
Venne selezionato dai Seattle SuperSonics al primo giro del Draft NBA 1980 (20ª scelta assoluta).

## Statistiche

### NBA

#### Regular Season
| Anno      | Squadra          | PG  | PT  | MP   | TC%  | 3P%  | TL%  | RP  | AP  | PRP | SP  | PP   |
| --------- | ---------------- | --- | --- | ---- | ---- | ---- | ---- | --- | --- | --- | --- | ---- |
| 1980-1981 | Seattle S.Sonics | 74  | -   | 17,0 | 47,8 | 20,0 | 79,3 | 2,1 | 1,5 | 0,8 | 0,3 | 5,4  |
| 1981-1982 | Seattle S.Sonics | 81  | 76  | 24,4 | 46,8 | 0,0  | 78,4 | 3,3 | 2,3 | 1,0 | 0,4 | 5,8  |
| 1982-1983 | Denver Nuggets   | 82  | 8   | 18,9 | 42,8 | 14,3 | 78,1 | 2,9 | 3,3 | 0,9 | 0,2 | 6,1  |
| 1983-1984 | Denver Nuggets   | 80  | 14  | 18,4 | 43,1 | 25,0 | 80,7 | 2,6 | 3,2 | 0,9 | 0,2 | 5,4  |
| 1984-1985 | Denver Nuggets   | 80  | 1   | 20,9 | 42,1 | 6,7  | 75,6 | 2,6 | 2,6 | 1,1 | 0,3 | 7,8  |
| 1985-1986 | Denver Nuggets   | 79  | 0   | 25,1 | 44,7 | 19,5 | 78,5 | 3,3 | 4,0 | 1,4 | 0,2 | 12,5 |
| 1986-1987 | Denver Nuggets   | 73  | 10  | 27,3 | 41,2 | 27,5 | 78,6 | 3,5 | 3,8 | 1,2 | 0,4 | 13,0 |
| 1987-1988 | Denver Nuggets   | 77  | 0   | 17,3 | 38,0 | 18,8 | 79,1 | 2,2 | 2,2 | 0,8 | 0,2 | 4,5  |
| 1988-1989 | Denver Nuggets   | 41  | 0   | 17,1 | 43,7 | 20,0 | 78,2 | 2,3 | 2,1 | 0,6 | 0,1 | 4,9  |
| 1989-1990 | Denver Nuggets   | 81  | 0   | 19,8 | 45,2 | 19,4 | 74,3 | 2,6 | 2,3 | 1,0 | 0,4 | 6,2  |
| Carriera  | Carriera         | 748 | 109 | 20,8 | 43,4 | 21,3 | 78,1 | 2,8 | 2,8 | 1,0 | 0,3 | 7,2  |

#### Playoffs
| Anno     | Squadra          | PG | PT | MP   | TC%  | 3P%  | TL%  | RP  | AP  | PRP | SP  | PP   |
| -------- | ---------------- | -- | -- | ---- | ---- | ---- | ---- | --- | --- | --- | --- | ---- |
| 1982     | Seattle S.Sonics | 8  | -  | 25,4 | 47,1 | 0,0  | 90,9 | 4,0 | 2,5 | 0,8 | 0,6 | 6,5  |
| 1983     | Denver Nuggets   | 8  | -  | 19,6 | 40,0 | 0,0  | 82,4 | 3,1 | 2,6 | 0,8 | 0,6 | 6,8  |
| 1984     | Denver Nuggets   | 5  | -  | 16,4 | 57,9 | 0,0  | 100  | 1,6 | 4,2 | 0,6 | 0,0 | 5,6  |
| 1985     | Denver Nuggets   | 15 | 0  | 20,7 | 48,9 | 0,0  | 73,2 | 3,1 | 2,2 | 0,9 | 0,4 | 8,0  |
| 1986     | Denver Nuggets   | 6  | 0  | 17,0 | 53,6 | 100  | 81,3 | 1,0 | 3,2 | 0,2 | 0,2 | 7,3  |
| 1987     | Denver Nuggets   | 3  | 2  | 25,3 | 32,0 | 0,0  | 60,0 | 2,0 | 2,3 | 1,3 | 0,0 | 8,3  |
| 1988     | Denver Nuggets   | 11 | 0  | 19,3 | 35,7 | 0,0  | 69,2 | 2,6 | 2,4 | 0,5 | 0,8 | 5,3  |
| 1989     | Denver Nuggets   | 3  | 3  | 35,3 | 42,4 | 50,0 | 58,3 | 6,7 | 3,0 | 1,7 | 0,3 | 12,7 |
| 1990     | Denver Nuggets   | 3  | 0  | 26,3 | 29,4 | 33,3 | 100  | 3,3 | 3,7 | 1,7 | 0,7 | 7,0  |
| Carriera | Carriera         | 62 | 5  | 21,4 | 43,5 | 19,2 | 77,0 | 2,9 | 2,7 | 0,8 | 0,5 | 7,1  |

## Palmarès

### Giocatore
- NBA All-Defensive Second Team (1986)